# 天慶 (興遼)
天慶（てんけい）は、興遼の大延琳が用いた年号。1029年-1030年。
- 元年8月3日: 渤海の皇族の後裔である大延琳が東京遼陽府で自立し皇帝に即位、国号を興遼、元号を天慶と定める。
- 2年8月:東京遼陽府が遼軍に制圧され大延琳は虜囚となる。興遼滅亡。

## 西暦・干支との対照表
| 天慶 | 元年    | 2年    |
| 西暦 | 1029年  | 1030年 |
| 干支 | 己巳    | 庚午   |
| 遼   | 太平9年 | 10年   |